# 100 Dinge (Film)
100 Dinge ist eine deutsche Filmkomödie von Florian David Fitz aus dem Jahr 2018. Der Film ist die dritte Regiearbeit von Fitz und basiert auf seinem gleichnamigen Drehbuch. Die Produktion handelt von den zwei Freunden und Geschäftspartnern Paul und Toni, gespielt von Fitz und Matthias Schweighöfer, die sich im Rahmen einer Wette darauf einlassen, 100 Tage auf Luxus und Kommerz zu verzichten, indem sie all ihre Habseligkeiten abgeben – mit Folgen für ihre Freundschaft. Neben Fitz und Schweighöfer traten unter anderem Miriam Stein, Hannelore Elsner, Wolfgang Stumph und Katharina Thalbach vor die Kamera.
Realisiert wurde 100 Dinge von Schweighöfers Produktionsgesellschaft Pantaleon Entertainment in Co-Produktion mit Warner Bros. Deutschland, der Erfttal Film- und Fernsehproduktion sowie der WS Filmproduktion. Die Dreharbeiten fanden von Februar bis April 2018 in Berlin statt. In den deutschen Kinos war die Komödie ab 6. Dezember 2018 zu sehen. Kritiker bewerteten das Buddy-Movie auch aufgrund seiner Thematik nach Erscheinen vorwiegend positiv. Die Deutsche Film- und Medienbewertung (FBW) verlieh dem Film nach Veröffentlichung das Prädikat wertvoll. Des Weiteren wurde 100 Dinge unter anderem mit der Romy in der Kategorie Bestes Buch Kinofilm ausgezeichnet.

## Handlung
Paul und Toni, die seit Kindertagen miteinander um Verschiedenes konkurrieren – früher u. a. um die Aufmerksamkeit von Pauls Eltern oder die Liebe einer Mitschülerin, aktuell als Erwachsene um ihr Ansehen bei den Angestellten in einem in Berlin ansässigen IT-Start-up –, sind zwei in Mitteldeutschland sozialisierte Materialisten. Der Film beginnt mit einer Parallelmontage, um die beiden Protagonisten einzuführen: Paul ist dabei der „chaotische“ Schluffi, der aus Frust überkonsumiert, beispielsweise mit „sündhaft teuren Sneakern“, der eine „Schrottkarre“ fährt und lieber im Bett liegen bleibt, anstatt zu duschen, während Toni bewusst überkonsumiert, sich vor dem Duschen an ein Rudergerät setzt, eine hochwertige Espressomaschine besitzt und viel Wert auf eine gute Frisur legt.
In ihrem Start-up entwickeln sie eine App namens „Nana“, die als ein personalisiertes Assistenzsystem auf dem Smartphone maßgeschneiderte Empfehlungen ausliefert, die mit hoher Wahrscheinlichkeit einen Kauf nach sich ziehen. Aufgrund dieses Produkts erhalten die beiden erst ein Vorsprechen bei Antonietta Kärcher und in der Folge von deren Auftraggeber David Zuckerman ein Angebot in Höhe von 4 Millionen Euro, das sie grundsätzlich auch annehmen.
Auf der anschließenden Firmenfeier anlässlich der Vereinbarung wetten beide, dass sie ihr ganzes Hab und Gut in eine Lagerhalle wegschließen. Jeden Tag erhalten sie je einen Gegenstand zurück. Ausgangspunkt dieser Wette ist der Umstand, dass Toni die Software absatzorientiert programmiert und seinen unwissenden Partner Paul als Testobjekt eingesetzt hat. Dieser ist ob dieses Vertrauensbruchs so enttäuscht, dass er die Wette zu diesem freiwilligen Konsumverzicht vorschlägt. Als besondere Hürde baut er dabei ein, dass die vorzeitige Aufgabe den Wechsel der eigenen Firmenanteile an die Mitarbeiter mit sich bringt. Der Konsumverzicht wird zu Beginn so konsequent umgesetzt, dass sie nackt in einer leeren Wohnung aufwachen.
Im winterlichen Berlin setzen sie daher zuerst auf einen wärmenden Mantel bzw. einen begehbaren Schlafsack, um dann unterschiedliche Prioritäten hinsichtlich Kleidungsstücken, Hygiene- und Schönheitsartikeln sowie Einrichtungsgegenständen und Haushaltsartikeln zu setzen. Bei ihren regelmäßigen Besuchen im Lagerhaus begegnen sie der ebenfalls mit Konsumkrankheiten kämpfenden Lucy, woraufhin sich zwischen ihr und Toni eine Romanze entspinnt. Trotz der Ausgangslage aufgrund der minimalistischen Mittel gelingt Toni ein erfolgreiches Date mit Lucy. So setzt sie ihm in einer 50 Shades of Grey-artigen Liebesszene beispielsweise Teebeutel aufs Auge. Im Rahmen der Handlung führen Toni und Paul zudem immer Gespräche mit Pauls Eltern und dessen Großmutter über Glück und Besitz. Am Ende obsiegt schließlich das private Glück, bei dem Toni und Lucy ein Paar werden. Bei den Verkaufsverhandlungen, die vier Wochen nach Beginn der Wette stattfinden, treibt das Duo zudem den Verkaufspreis ihres Start-ups um 10 Millionen Euro nach oben auf insgesamt 14 Millionen Euro.
Via Internet erfahren alle, dass Zuckerman die App „Nana“ selbst herausgebracht hat. Toni und Lucy werden ein Paar. Am Ende sitzen die 3 am Meer und Paul überlegt, wie er „Nana“ gegen Zuckerman benutzen kann.

## Hintergrund
100 Dinge ist nach Der geilste Tag (2016) die zweite Zusammenarbeit von Florian David Fitz und Matthias Schweighöfer. Fitz trat wieder als Hauptdarsteller, Autor, Regisseur und Ko-Produzent in Erscheinung, während Schweighöfer ebenfalls als Hauptdarsteller sowie gemeinsam mit Marco Beckmann und Dan Maag von seiner Produktionsfirma Pantaleon Films erneut als Produzent fungierte. Inspiriert wurde Fitz von der Dokumentation My Stuff (2013) des finnischen Regisseurs Petri Luukkainen, der in einem Selbstversuch sein Hab und Gut in einem Lagerhaus in Helsinki eingelagert und ein Jahr lang täglich nur einen Gegenstand daraus zurückgeholt hatte. Fitz befand Luukkainens Experiment als „großartige Prämisse für einen Film“, die er jedoch um einen Wettkampf zwischen zwei Freunden modifizierte: „Ein Mann allein, der auf Konsum verzichtet, ist sehr philosophisch, aber nicht zwingend der Stoff für einen Spielfilm, der die Menschen ins Kino lockt.“

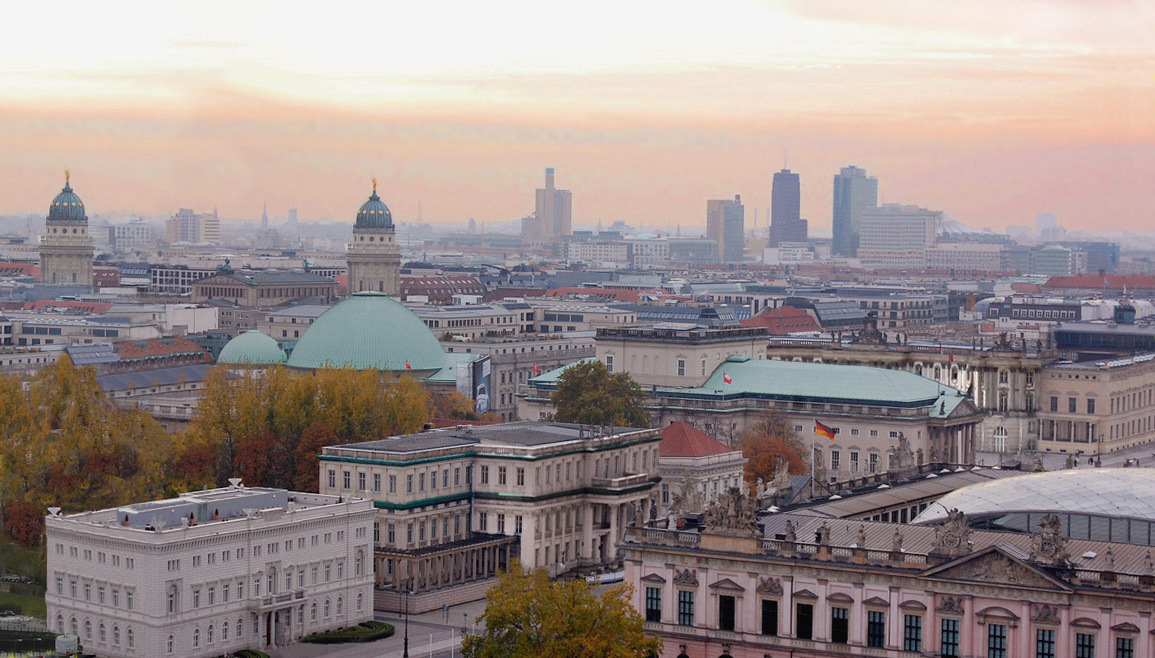
Als Dreh- und Spielort von 100 Dinge fungierte Berlin.

Der Hauptpart der Dreharbeiten fand zwischen 27. Februar bis 30. April 2018 an 35 Drehtagen in Mitteldeutschland, vor allem in Berlin und Brandenburg statt. Berlin stand dabei früh als Dreh- und Spielort von 100 Dinge fest. Im Ortsteil Steglitz fungierten die Örtlichkeiten einer Aikido-Schule, die in einem Aufbau auf dem Dach einer ehemaligen Fabrik untergebracht ist, als Location für Pauls und Tonis Wohnungen. Szenen in der fiktiven Lagerhalle, in der die beiden Charaktere Pauls und Tonis ihren Besitz einlagern, wurden hingegen in einem Parkhaus in Kreuzberg inszeniert. Daneben wurde unter anderem in der Haupthalle des 2008 stillgelegten Flughafens Tempelhof sowie an der Oberbaumbrücke, am Kottbusser Tor und der East Side Gallery gefilmt. Im polnischen Łeba kam ein kleines Team um Fitz, Schweighöfer und Stein schließlich am 23. Mai 2018 nochmals zusammen, um auf einer Düne an der Ostsee die finale Szene des Films zu drehen.
Die weibliche Hauptrolle konnten Fitz und Schweighöfer mit Miriam Stein besetzen, mit der Fitz bereits das Roadmovie Hin und weg (2014) gedreht und der Fitz die für die Rolle notwendige „Ehrlichkeit und Natürlichkeit“ attestierte. Seine Filmfamilie besetzte Fitz bewusst mit namhaften Schauspielern. Bereits in der Entwicklungsphase hatte er Hannelore Elsner, die schon bei seinem Regiedebüt Jesus liebt mich (2012) vor die Kamera getreten war, und Wolfgang Stumph als Pauls Eltern Renate und Wolfgang Konaske vor Augen gehabt. Fitz bezeichnete die Kombination beider Schauspieler aufgrund ihrer gegensätzlichen Persönlichkeiten als „eher ungewöhnlich“, befand sie jedoch als „großartiges Paar“. Katharina Thalbach, die zwölf Jahre jünger als Elsner ist, war die einzige Wahl für die Rolle der Oma Konaske. Sie wurde für die Dreharbeiten deutlich älter geschminkt. Für die Mark Zuckerberg-Persiflage, die Rolle des US-Milliardärs David Zuckerman, hatte Casting-Agentin Franziska Aigner zunächst nach einem amerikanischen Muttersprachler gesucht. Letztlich konnte jedoch Artjom Gilz die Rolle für sich beanspruchen.

## Kritiken
Antje Wessels von Filmstarts befand, dass die Komödie „eine kreative Ausgangslage für ein Buddy-Movie, das sich wohltuend vom üblichen Beziehungskomödien-Einerlei abhebt“, biete: „Zwar gibt es auch in 100 Dinge eine Liebesgeschichte, ohne die der Film womöglich sogar noch einen Tick launiger geworden wäre, aber auch so“ begeisterten Fitz und Schweighöfer „in einem durch und durch charmanten Großstadtmärchen“. Die Produktion sei gelungener als der gemeinsame Vorgänger Der geilste Tag und „weit davon entfernt, sich auf pubertären Klamauk der Marke Klassentreffen 1.0 zu beschränken“. Fitz beweise, „dass man Albernheiten auch fernab jedweder Primitivität inszenieren kann“. Das komödiantische Timing sitze, „die Gagdichte ist enorm. Als angenehme Komödie mit gelungenen Gags funktioniert 100 Dinge ganz hervorragend.“

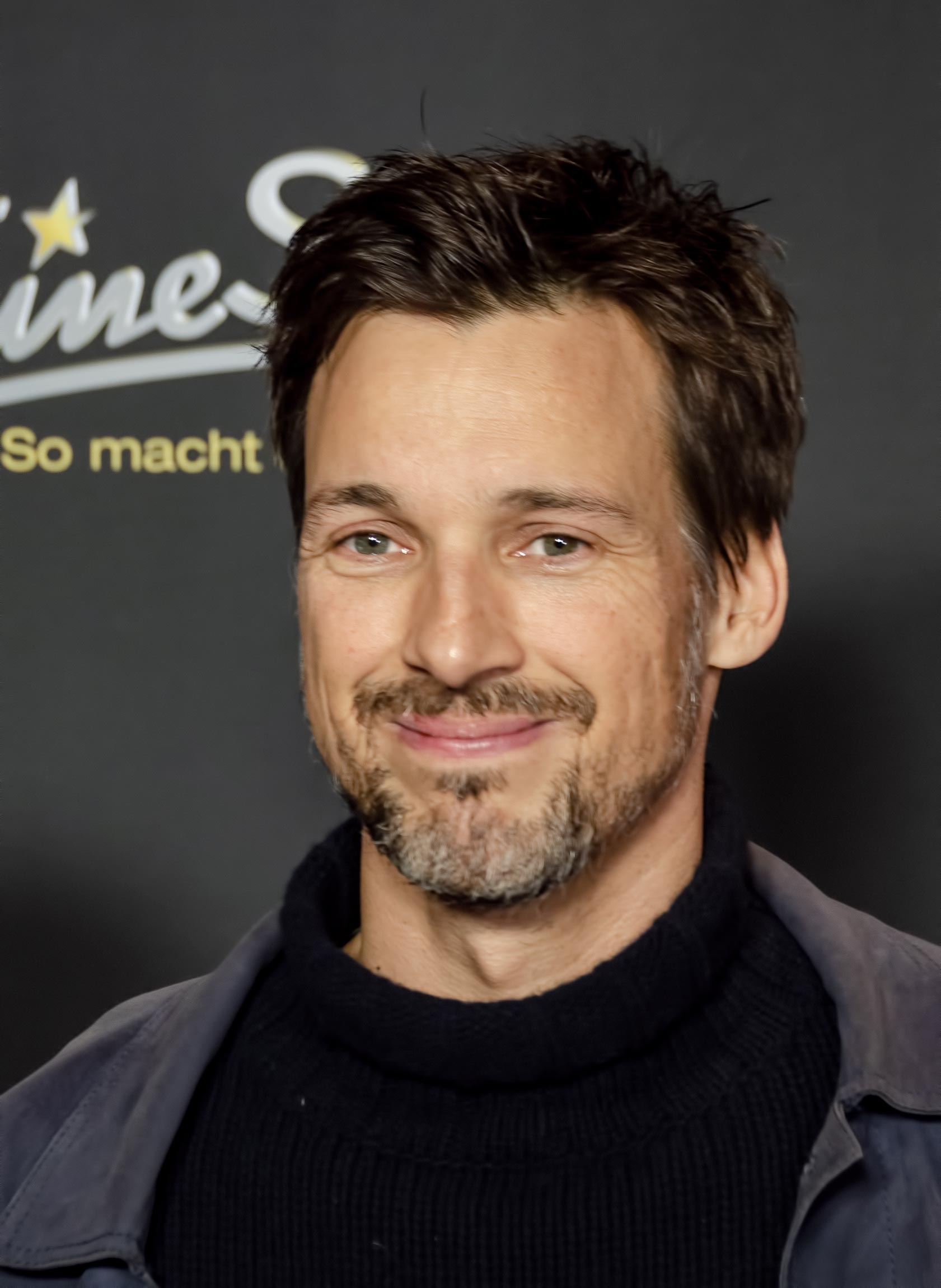
Kritiker bewerteten Florian David Fitz’ Inszenierung überwiegend positiv.

 In ihrer Rezension für die Süddeutsche Zeitung schrieb Martina Knoben, dass 100 Dinge „als Klamauk-Maschine“ zwar „wie geschmiert“ laufe, jedoch „unrund wird, wenn es um die ganz großen Fragen geht“. Form und Botschaft gingen nicht wirklich zusammen und beantworteten „Fragen gewissermaßen mit Dackelblick. Die Konsumkritik, die er übt, präsentiert er in der süffigsten, konsumierbarsten Verpackung: lustig und bunt fotografiert, hip ausgestattet und mit prominenten Darstellern. Hannelore Elsner und Wolfgang Stumph spielen Pauls Eltern, Katharina Thalbach seine Oma; Maria Furtwängler glänzt in einem Kurzauftritt.“ Dass Fitz jedoch alles „andere als naiv mit seinem Stoff umgeht, belegen diverse Szenen“.
Die Zeitschrift Cinema bezeichnete den Film in ihrer vorweihnachtlichen Rezension als „passenden Film zum Kaufrausch vor dem Fest“ sowie „turbulente Komödie, die Unterhaltung mit konsumkritischen Gedanken verbindet“. Fitz’ Regie sei „temporeich“ und biete „rasante Dialoge. Man muss als Zuschauer schon aufpassen, um die Feinheiten der erstaunlich abwechslungsreichen, von der finnischen Doku My Stuff inspirierten Handlung zu erfassen“. Was seinen Film auszeichne, sei „eine Sehnsucht nach großen Kinobildern, und auch diesmal verzichten Schweighöfer und Fitz nicht auf den Slapstickhumor, den man aus ihren früheren Filmen“ kenne.
„Fitz und Schweighöfer […] wissen wohl, was ihr Publikum sehen will, und zeigen sich als gute Dienstleister“, urteilte Peter Luley von Spiegel Online. Auf sprachlicher Ebene ginge es im Film „derb zu“, wobei die Produktion „ein paar gelungene Gags“ biete. Lustig befand Luley „etwa der Auftritt von Artjom Gilz als Kapuzenpulli tragender, großspurig-gönnerhafter Mark Zuckerberg-Verschnitt. Oder die Sexszene in 50 Shades of Grey-Manier, in der Lucy dem lädierten Toni Teebeutel auf die Augen bindet.“ Das Grundproblem von 100 Dinge sei jedoch, „dass man grell überzeichneten Slapstick-Charakteren halt schwerlich tiefgründige Diskussionen und Konflikte abnimmt“ und man viele Ausgangssituationen und Nebenhandlungen als egal empfinde.
Die Welt-Redakteurin Barbara Möller resümierte: „Zwei nackte Kanonen: Matthias Schweighöfer und Florian David Fitz haben ihren nächsten Flachfilm gedreht. 100 Dinge ist Kapitalismuskritik für Vierzehnjährige jeden Alters“ und sei offenbar nur gedreht worden, „weil sich Schweighöfer und Fitz gern mal nackt sehen wollten“. Der Plot sei „dünn [und] kaum witzig“, während die angestrebte Konsumkritik „in der Selbstdarstellerei“ der beiden Hauptdarsteller unterginge. Fitz fehle es an Distanz und Selbstkritik und illustriere „mit reinem Kitsch“; Hannelore Elsner und Katharina Thalbach würden „zu Knallchargen degradiert“. Lob fand Möller für Maria Furtwängler als „blonde Nana Mouskouri“.

## Erfolg
100 Dinge feierte am 26. November 2018 im Cinestar-Kino des Sony Centers am Potsdamer Platz in Berlin in Anwesenheit von Fitz, Schweighöfer und weiteren Castmitgliedern Weltpremiere. Die Freigabe zur öffentlichen Vorführung erteilte Warner Bros. ab 6. Dezember 2018. Presseberichten zufolge platzierte sich die Komödie nach Ende des ersten Vorführwochenendes hinter Der Grinch und Phantastische Tierwesen: Grindelwalds Verbrechen mit 200.000 Besuchern und rund 1,75 Millionen Euro Umsatz in 599 Kinos auf Platz drei der deutschen Kinocharts. Weiterhin dazu kamen knapp 40.000 Besucher aus Mittwochspreviews. Auch in Österreich stieg 100 Dinge als erfolgreichster Neustart des Wochenendes auf Platz drei der Kinocharts ein und erreichte dort inklusive Previews ein Einspielergebnis von 186.000 Euro. In den deutschschweizerischen Kinocharts gelang hingegen der Einstieg für Platz fünf bei insgesamt 7.714 Besuchern.
In Deutschland sahen den Film bis Ende des Jahres 2018 knapp 963.000 Besucher. Die Komödie platzierte sich damit auf Platz sieben der erfolgreichsten deutschen Produktionen des Jahres. Unter allen im Jahr 2018 in Deutschland veröffentlichten Produktionen gelang wiederum eine Platzierung auf Rang 31. 100 Dinge konnte sich insgesamt bis März 2019 in den deutschen Kinos halten sowie mehr als 1,46 Millionen Zuschauer vor die Leinwände ziehen. In den Jahrescharts der besucherstärksten deutschen Produktionen des Jahres 2019 gelang in Folge eine weitere Platzierung auf Rang neun.
Das Gesamteinspielergebnis lag bei rund 12,4 Millionen Euro. In der Deutschschweiz konnte der Film 48.282 Besucher in die Kinos locken.

## Auszeichnungen
Die Deutsche Film- und Medienbewertung (FBW) in Wiesbaden verlieh dem Film das Prädikat „wertvoll“. Bei der Romyverleihung 2019 ging 100 Dinge mit Nominierungen in den Kategorien „Bester Kinofilm“ und „Bestes Buch Kinofilm“ ins Rennen. Fitz konnte sich in letzterer Kategorie gegen Stefan Lukacs und Cops sowie Eva Spreitzhofer und Womit haben wir das verdient? durchsetzen. Daneben war Schweighöfer als „Beliebtester Schauspieler Kino/TV-Film“ nominiert.